# بدرو بايز
بدرو بايز يي خاراميلو (بالإسبانية: Pedro Páez y Jaramillo)‏ (1564-22 مايو 1622)، كان مبشرًا يسوعيًا إسبانيًا في إثيوبيا. يعتبر العديد من الخبراء في إثيوبيا بايز المبشر الكاثوليكي الأكثر فعالية في إثيوبيا. يُعتقد أنه أول أوروبي يرى ويصف مصدر النيل الأزرق، والذي وصل إليه في 21 أبريل عام 1618.
يعتبر علماء التاريخ الإثيوبي كتاب بايز المؤلف من مجلدين بعنوان تاريخ إثيوبيا أحد أكثر الأعمال قيمة ودقة عن الإمبراطورية الإثيوبية المعاصرة وتاريخها (كما تفهمه المصادر المحلية) حتى وقته؛ وخاصة بعد فقدان جزء كبير من أعمال الكتاب المحليين خلال قرون من الصراع المتقطع الذي أعقب أو بقي مجهولًا للدراسات المعاصرة؛ وذلك على الرغم من التقليد الطويل الأمد للكنيسة الأرثوذكسية الإثيوبية في الدراسة الرهبانية التاريخية والتجميع المنتظم للسجلات الزمنية لأحداث الإمبراطورية.

## حياته
ولد بايز عام 1564 في قرية أولميدا دي لا سيبولا (التي تُعرف الآن باسم أولميدا دي لاس فوينتيس)، بالقرب من مدريد، والتي كانت حتى أغسطس من ذلك العام قرية صغيرة تابعة لمدينة ألكالا دي إيناريس. وُلِد بايز قبل ستة عشر عامًا من اتحاد التاجين الإسباني والبرتغالي (1580-1640)، إذ كان ذلك الاتحاد سيحدد مدى النشاط التبشيري لبايز. درس في شبابه في الكلية اليسوعية في بيلمونتي في قونكة. اعتُقِد لفترة طويلة أنه تابع الدراسة في جامعة قلمرية، وأظهرت الدراسات الحديثة متابعته لدراساته العليا في جامعة القلعة. دخل جمعية اليسوعييين وُعُيِّن كاهنًا فيما بعد.
عرض بايز نفسه للخدمة في الهند الشرقية تماشيًا مع تعهداته الدينية كيسوعي، وأُرسِل إلى غوا (التي كانت جزءًا من الهند البرتغالية) في عام 1588، وخدم في كلية سانت بول التي أنشأها اليسوعيون في تلك المدينة. أعطى فيليب الثاني ملك إسبانيا في العام التالي أمرًا مباشرًا لبعض اليسوعيين بالذهاب إلى إثيوبيا لإجراء اتصالات مع الأعضاء الباقين على قيد الحياة في البعثة اليسوعية هناك؛ وذلك بالإضافة إلى استكشاف إمكانية اتحاد الكنيسة الإثيوبية مع الكنيسة الكاثوليكية.
انطلق الاثنان إلى إثيوبيا بقيادة أنطونيو دي مونسيرات، وتعرضا عند وصولهما إلى اليمن لخيانة الضابط المحلي الذي وُكِّلت إليه مهمة مرافقتهما. تنقل الاثنان من زعيم محلي إلى آخر، واحتُجِزا لمدة سبع سنوات تقريبًا منذ عام 1590 حتى 1596، فاستغل بايز وقته حينها في تعلم اللغة العربية. توجب عليه السفر خلال هذه الفترة عبر صحاري حضرموت والربع الخالي، وتذوق القهوة في المخا، فكان بذلك على الأرجح أول أوروبي يمر بهذه التجارب. دفع اليسوعيون في غوا فدية الاثنين أخيرًا، وعادا إلى تلك المدينة حيث استغرقا بعض الوقت للتعافي من محنتهما. لم يتعاف مونسيرات أبدًا ومات في عام 1600.
انطلق بايز مرة أخرى في المهمة بعد شفائه. وصل أخيرًا إلى مصوع في عام 1603، وتوجه إلى ديباروا حيث التقى برئيس البرتغاليين، جون غابرييل، في إثيوبيا في 11 مايو، وشق طريقه بعد أربعة أيام إلى فريمونا، القاعدة اليسوعية في إثيوبيا. وصفه بول هينز بأنه «لطيف، ومتعلم، ومراعي لمشاعر الآخرين» على عكس سلفه أندريس دي أوفييدو. أثارت معرفته بالأمهرية والجعزية إعجاب الحاكم الإثيوبي الشاب زا دينغل في البلاط، بالإضافة إلى معرفته بالعادات الإثيوبية، لدرجة أن الحاكم قرر التحول من الكنيسة القبطية إلى الكنيسة الرومانية، وذلك على الرغم من تحذير بايز له من إعلان تحوله بسرعة كبيرة. انتقل بايز إلى فريمونا بعد إعلان زا دينغل التغييرات في احتفال يوم السبت اليهودي، وانتظر الحرب الأهلية التي تلت ذلك والتي انتهت بوفاة الإمبراطور.
استفاد بايز من حذره عندما تولى سوسينيوس الأول العرش في عام 1607. دعاه سوسينيوس إلى بلاطه حيث أصبح الاثنان صديقين. منح سوسينيوس أرضًا لبايز في شبه جزيرة جورجورا على الجانب الشمالي من بحيرة تانا، وبنى فيها مركزًا جديدًا لرفاقه اليسوعيين، وذلك بدءًا من الكنيسة الحجرية التي بدأت الخدمة في 16 يناير عام 1621.
حول بايز سوسينيوس إلى الكاثوليكية قبل وقت قصير من وفاته في عام 1622. ما تزال بعض الكنائس الكاثوليكية التي صممها موجودة، وأهمها في منطقة بحر دار وقوندر، والتي أثرت في العمارة الإثيوبية لبقية القرن السابع عشر. لم تحقق جهود بايز النجاح الطويل المتوقع لسوء الحظ، وذلك بسبب استخدام اليسوعيين الآخرين الذين أُرسِلوا إلى المنطقة بعد ذلك نهجًا صارمًا في أساليبهم التبشيرية التي أدت إلى طردهم من الإقليم في عام 1633.